# X Raisons
Albums de Saïan Supa Crew
KLR
(1999) Hold Up
(2005)
X Raisons est le deuxième album du collectif Saïan Supa Crew, sorti en 2001. Il a été couronné en 2002 d'une Victoire de la musique dans la catégorie meilleur album rap/groove.
Le clip X Raisons est filmé en plan-séquence.

## Liste des titres
1. Intro (DJ Fun)
2. Ils Étaient Une Fois (Saian supa crew)
3. 19 20 Ans (Sly/Vicelow/Féniksi/LeeroY Kesiah)
4. Polices (Saian supa crew)
5. Maladie (Saian supa crew)
6. Interlude (DJ Fun/Raggasonic)
7. Du 14 02 2002 (Saian Supa crew)
8. Voodoo Chile (Dj Fun/Féniksi)
9. J'Entends Dire (LeeroY Kesiah/Féniksi/Vicelow)
10. La Dernière Seance (Sly/Vicelow/Féniksi/LeeroY Kesiah)
11. Au Nom De Quoi(Saian Supa Crew)
12. Soldat 1(Samuel/Féniksi/Sly)
13. Soldat 2(Saian Supa Crew)
14. À Demi Nue (Saian supa crew)
15. Mohammed Et Sebastien (Dj Fun/Leeroy Kesiah)
16. J'Avais (LeeroY Kesiah/Vicelow/Specta/Samuel/Sly)
17. Tourner La Page(Sly/Leeroy kesiah/Vicelow/féniksi)
18. Mitaw Tao(LeeroY Kesiah)
19. À Co'Mow (Leeroy/Féfé/Vicelow/Samuel/Sly)
20. Le Chanteur Fou (Dj Fun)
21. X Raisons (Saian Supa Crew)